# Телеоптик (футбольний клуб)
Футбольний клуб Телеоптик або просто Телеоптик (серб. Фудбалски клуб Телеоптик) — професійний сербський футбольний клуб з міста Земун. Зараз команда виступає в Сербській лізі Белград, третьому за силою чемпіонаті Сербії з футболу.

## Історія
Створений в 1952 році, з цього часу виступав у регіональних лігах Югославії, в цей час клуб не мав вагомих досягнень. У період, коли країна почала розпадатися на суверенні держави, «Телеоптик» підписав угоду про партнерство з «Партизаном». Одним з найяскравіших проявів цього співробітництва стало будівництво стадіону «СК Партизан-Телеоптик», який було офіційно відкрито в травні 1998 року.
В сезоні 1998/99 років, в період бомбардування країни силами НАТО, клуб фінішував другим в Сербській лізі Белград та вийшов до Другої ліги чемпіонату Югославії. Після того як в дебютному сезоні команда зберегла прописку в дивізіоні, в сезоні 2000/01 років «Телеоптик» завершив чемпіонат на високому п'ятому місці. Проте, «Телеоптик» не зміг уникнути виліт у сезоні 2002 року, коли відбулася зміна формату проведення чемпіонату.
Після семи поспіль сезонів, які команда провела в Сербській лізі Белград, «Телеоптик», нарешті, виграв плей оф за право виходу до Першої ліги Сербії у команди «Тимок». Наступні п'ять сезонів клуб провів у другому дивізіоні національного чемпіонату, допоки в 2014 році не покинув його.

## Досягнення
- Сербська ліга Белград
  -  Срібний призер (3): 2008/09, 2014/15, 2015/16

## Статистика виступів у національних турнірах
| Сезон   | Ліга        | Ліга | Ліга | Ліга | Ліга | Ліга | Ліга | Ліга | Ліга  | Кубок      |
| Сезон   | Дивізіон    | Іг   | В    | Н    | П    | ЗМ   | ПМ   | О    | М     | Кубок      |
| ------- | ----------- | ---- | ---- | ---- | ---- | ---- | ---- | ---- | ----- | ---------- |
| 2006/07 | 3 – Белград | 34   | 16   | 6    | 12   | 46   | 34   | 54   | 6-те  | Р1         |
| 2007/08 | 3 – Белград | 30   | 13   | 10   | 7    | 41   | 18   | 49   | 4-те  | Р1         |
| 2008/09 | 3 – Белград | 30   | 22   | 5    | 3    | 54   | 13   | 71   | 2-ге  | —          |
| 2009/10 | 2           | 34   | 14   | 8    | 12   | 38   | 31   | 50   | 6-те  | —          |
| 2010/11 | 2           | 34   | 9    | 12   | 13   | 35   | 44   | 39   | 13-те | 1/4 фіналу |
| 2011/12 | 2           | 34   | 12   | 13   | 9    | 45   | 26   | 49   | 8th   | Р1         |
| 2012/13 | 2           | 34   | 8    | 12   | 14   | 25   | 43   | 36   | 13-те | Р1         |
| 2013/14 | 2           | 30   | 8    | 7    | 15   | 35   | 40   | 31   | 15-те | Р1         |
| 2014/15 | 3 – Белград | 30   | 20   | 6    | 4    | 70   | 21   | 66   | 2-ге  | ПопР       |
| 2015/16 | 3 – Белград | 30   | 17   | 9    | 4    | 48   | 23   | 60   | 2-ге  | —          |

## Відомі гравці
Гравці національних збірних:
| - Адмір Аганович - Стефан Ашковський - Стефан Бабович - Андрес Кабреро - Мловоє Чиркович - Іван Чворович - Нікола Дринчич - Іфаньї Емгхара - Марко Янкович - Мілош Йоїч | - Іван Кекоєвич - Александар Лазевський - Данко Лазович - Самір Мемишевич - Александар Митрович - Матія Настасич - Іван Обрадович - Іван Радованович - Предраг Ранджелович - Неманья Рнич | - Марко Щепович - Петар Шкулетич - Мілан Смілянич - Периця Станчевський - Міралем Сулеймані - Неманья Томич - Горан Вуйович - Симон Вукчевич |

Національна збірна U-21
| - Нікола Аксентиєвич - Алекса Аманович - Милош Босанчич - Райко Брежанчич - Душан Бркович - Урош Дам'янович - Марко Голубович - Нікола Грубєшич - Нікола Гулан - Сафет Яхич - Будимир Яношевич - Марко Йованович - Неманья Йовшич | - Саша Лукич - Небойша Маринкович - Ненад Маринкович - Александар Милькович - Амер Османагич - Томислав Пайович - Предраг Павлович - Неманья Петрович - Мирослав Радович - Синиша Стеванович - Содік Сурай - Нікола Труїч | - Борко Васелинович - Йован Вучинич - Владимир Вукайлович - Живко Живкович - Ігор Зон'їч |

## Відомі тренери
| Період                    | Ім'я            |
| ------------------------- | --------------- |
| 1999–2002                 | Благоє Паунович |
| січень 2008–січень 2011   | Звонко Варга    |
| січень 2011–квітень 2013  | Вук Рашович     |
| квітень 2013–жовтень 2013 | Звонко Живкович |
| жовтень 2013–жовтень 2015 | Ігор Спасич     |
| жовтень 2015–грудень 2015 | Іван Томич      |
| січень 2016–              | Ігор Спасич     |